# Wijken en buurten in Cromstrijen
De voormalige Nederlandse gemeente Cromstrijen is voor statistische doeleinden onderverdeeld in wijken en buurten. De gemeente is verdeeld in de volgende statistische wijken:
- Wijk 00 Numansdorp (CBS-wijkcode:061100)
- Wijk 01 Klaaswaal (CBS-wijkcode:061101)

Een statistische wijk kan bestaan uit meerdere buurten. Onderstaande tabel geeft de buurtindeling met kentallen volgens het Centraal Bureau voor de Statistiek (2008):
| CBS-buurtcode | Buurtnaam                    | Inwonertal | Opp. totaal (ha) | Opp. land (ha) | Ligging                |
| ------------- | ---------------------------- | ---------- | ---------------- | -------------- | ---------------------- |
| BU06110000    | Nieuwbouw Dorp               | 2400       | 47               | 47             | Locatie in de gemeente |
| BU06110001    | Middelsluis                  | 1050       | 156              | 154            | Locatie in de gemeente |
| BU06110003    | Schuring                     | 200        | 92               | 89             | Locatie in de gemeente |
| BU06110004    | Numansdorp                   | 4360       | 104              | 101            | Locatie in de gemeente |
| BU06110009    | Verspreide huizen Numansdorp | 910        | 3589             | 3546           | Locatie in de gemeente |
| BU06110100    | Klaaswaal                    | 3410       | 180              | 180            | Locatie in de gemeente |
| BU06110101    | Oude Sluis                   | 110        | 40               | 40             | Locatie in de gemeente |
| BU06110108    | Verspreide huizen West       | 200        | 420              | 419            | Locatie in de gemeente |
| BU06110109    | Verspreide huizen Oost       | 220        | 860              | 860            | Locatie in de gemeente |